# Boeing Defense, Space and Security
Boeing Defense, Space and Security (BDS), früher als Boeing Integrated Defense Systems (IDS) bezeichnet, ist ein Teil von Boeing, der für die militärische Luft- und Raumfahrt zuständig ist. BDS wurde 2002 aus Military Aircraft and Missiles Systems und Space and Communications gegründet. Dadurch wurde BDS der drittgrößte Rüstungshersteller der Welt und spielte 2011 44,7 % der Einnahmen von Boeing ein. Im Jahr 2012 war BDS der zweitgrößte Arbeitgeber im St. Louis County.

## Produkte

### Luftfahrzeuge

#### Bomber
- Y1B-9
- B-17 Flying Fortress
- B-29 Superfortress
- B-47 Stratojet
- B-50 Superfortress
- B-52 Stratofortress
- B-1B Lancer (Rockwell)
- B-2 Spirit (entworfen von Northrop, Boeings Beitrag lag in der Erfahrung mit der B-52)

#### Helikopter
- AH-64 Apache (McDonnell Douglas)
- AH-6
- CH-46 Sea Knight (Vertol Aircraft Corp.)
- CH-47 Chinook (Vertol Aircraft Corp.)
- V-22 Osprey (Bell Helicopter)
- MH-139A Grey Wolf
- Quad TiltRotor (mit Bell Helicopter)
- RAH-66 Comanche (Sikorsky, Aufklärungs und Leichter Angriffshelikopter, abgesagt)
- Defiant X (mit Sikorsky)

#### Jagdflugzeuge
- P-26 Peashooter
- P-51 Mustang (North American Aviation)
- F-86 Sabre (North American Aviation)
- F-4 Phantom (McDonnell Douglas)
- F-15 Eagle (McDonnell Douglas)
- F-15E Strike Eagle (McDonnell Douglas)
- F-15EX Eagle II
- AV-8B Harrier (entworfen von BAe Systems, Lizenzversion von McDonnell Douglas)
- F/A-18 Hornet (McDonnell Douglas)
- F/A-18E/F Super Hornet
- F-22 (Joint Venture Programm mit Lockheed Martin, vermarktet durch Lockheed Martin)
- X-32 (Beitrag zum Joint Strike Fighter Programm, gewonnen von der F-35 von Lockheed Martin)
- F-47 (Sieger des Next-Generation-Air-Dominance-Wettbewerbs)

#### Tanker und Transporter
- KC-135 Stratotanker
- KC-10 Extender (McDonnell Douglas)
- KC-767 (Boeing Beitrag zum KC-X Programm zur Ersetzung der KC-135)
- KC-46 Pegasus
- C-22
- C-32A Executive Transport
- C-40 Clipper
- YC-14
- C-17 Globemaster III (McDonnell Douglas)
- VC-25 („Air Force One“)

#### Trainingsflugzeuge
- Boeing T-7A Red Hawk (gemeinsam entwickelt mit Saab)

#### Überwachung und andere
- YAL-1 Airborne Laser
- EC-135
- WC-135 Constant Phoenix
- OC-135 Open Skies
- RC-135 Rivet Joint
- E-3 Sentry (ein AWACS Überwachungsflugzeug)
- E-4 Nightwatch (Advanced Airborne Command Post)
- E-6 Mercury
- E-8 Joint STARS
- EA-18 Growler
- E-10 MC2A (Nachfolger der E-3, E-8, EC-135, abgebrochen)
- T-43 Bobcat
- T-45 Goshawk
- 737 AEW&C
- P-8 Poseidon
- McDonnell Douglas X-36 (Tailless Fighter Agility Research Aircraft)

#### Unbemannte Flugzeuge
- X-45 Spiral
- A160 Hummingbird
- ScanEagle
- Insitu Insight

### Militärische Raketen
- BOMARC
- AGM-48 Skybolt (Douglas)
- Harpoon Raketen (McDonnell Douglas)
- AGM-86 ALCM
- AGM-114 Hellfire (McDonnell Douglas)
- BGM-109 Tomahawk (McDonnell Douglas)
- Brimstone
- Kinetic Energy Anti-Satellite (aufgegebenes Projekt)

### Raumfahrt

#### Satellitentechnik
- Advanced Research and Global Observation Satellite (AGROS)
- Autonome Space Transport Robotic Operations (ASTRO)
- GPS-Satelliten (ursprünglich Rockwell)
- XSS Micro-Satelliten
- Boeing 376 (bis 2000 Hughes Satellite Systems – HS-376)
- Boeing 502 (früher HS-502)
- Boeing 601 (früher HS-601)
- Boeing 702 (früher HS-702)

#### Trägerraketensysteme
- Delta-Raketenfamilie
- Saturn V: S-IC-Erststufe (Boeing), S-II-Zweitstufe (North American Aviation), S-IVB-Drittstufe (Douglas Aircraft Company)
- Inertial Upper Stage (Titan IV und Space Shuttle)
- Integrated Solar Upper Stage (Konzept)
- Sea-Launch-Plattform (mit Energija, Aker Kværner und KB Juschnoje)
- Space Launch System
- Vulcan (mit Lockheed Martin über das Joint Venture United Launch Alliance)

#### Raumfahrzeuge
- X-20 Dyna-Soar (abgesagt)
- X-40 Space Maneuver Vehicle
- Apollo Command / Service Module (North American Aviation)
- Lunar Roving Vehicle
- X-38 Crew Return Vehicle
- Internationale Raumstation
- Space Shuttle (Rockwell)
- Boeing X-37
- CST-100 Starliner
- XS-1

## Standorte
Die Boeing-Anlage in Anaheim wird nach Huntington Beach versetzt.
- Anaheim, Kalifornien[4]
- El Paso, Texas[4] (B-1B, PAC-3, Macht und Elektronik-Komponenten für die ISS, F-22 und F-15, Montage und Test für das Leitsystem der Rakete Minuteman III)
- El Segundo, Kalifornien (Satellitenanlage: 601, 702)[4]
- Huntington Beach, Kalifornien (Saturn V, X-51A, Apollo, Skylab, Space Shuttle, Delta und ISS)[4]
- Houston, Texas[4]
- Huntsville, Alabama (Spacelab, Internationale Raumstation, Delta)
- Kennedy Space Center, Florida (als Teil der United Space Alliance und United Launch Alliance)[4]
- Long Beach, Kalifornien (C-17)[4]
- Macon, Georgia (C-17)[4]
- Mesa, Arizona[4] (AH-64)
- Palmdale, Kalifornien (Space Shuttle)[4]
- Philadelphia, Pennsylvania[4] (H-46, H-47, V-22)
- Puget Sound, Washington[4]
- Seal Beach, Kalifornien (Saturn-V und Skylab-Projekte)[4]
- St. Charles, Missouri (Waffen)
- San Antonio, Texas – militärische Flugzeugwartung[4]
- St. Louis, Missouri (F-15, F/A-18)
- Tulsa, Oklahoma (F-15/F-15E)
- Washington, D.C.[4]
- Wichita, Kansas[4]